# Tele.ring

Logo von tele.ring

tele.ring war eine österreichische Mobilfunkmarke der T-Mobile Austria GmbH, deren Hauptmarke seit Frühjahr 2019 die Magenta Telekom ist. Die Marke wurde am 23. März 2020 eingestellt.

## Geschichte
tele.ring wurde 1997 vom größten österreichischen Stromkonzern Verbund, den Österreichischen Bundesbahnen (ÖBB) und der Grazer Stadtwerkeholding Citykom Austria als Festnetz- und Internet-Anbieter gegründet. 1998 beteiligte sich Mannesmann Mobilfunk am Unternehmen. Mit dem Erwerb der Mobilfunklizenz wollte Mannesmann Mobilfunk den eigenen Kunden die Möglichkeiten eines Netzes in Österreich bieten. Mannesmann verfolgte das Ziel, ein mitteleuropäischer Anbieter (Deutschland, Österreich, Italien, Ungarn) zu werden.
Ende 2000 übernahm Mannesmann – mittlerweile selbst Teil des Vodafone-Konzerns – 100 % der Anteile an tele.ring. Aufgrund des strategischen Ziels der Vodafone, stets entweder der größte oder der zweitgrößte Mobilfunkanbieter in einem Land zu sein, wurde tele.ring bereits 2001 für einen symbolischen Betrag von zehn Euro an den US-Konzern Western Wireless International, einer Tochter von Western Wireless, weiterverkauft. Dabei wurde tele.ring komplett entschuldet. Die UMTS-Lizenz wurde später für einen weiteren symbolischen Euro übertragen.
Mitte 2005 wurde Western Wireless vom US-Telekomunternehmen Alltel übernommen. Alltel wollte alle internationalen Western-Wireless-Töchter – darunter tele.ring – verkaufen. Die politische Kontroverse um die Einführung einer Sendeanlagenabgabe auf Mobilfunk-Masten in Niederösterreich soll den Verkauf verzögert haben, unverbindliche Gebote sollen 1,5 Milliarden Euro erreicht haben. Anfang August 2005 einigte sich Alltel mit T-Mobile Austria auf den Verkauf von tele.ring für zirka 1,3 Milliarden Euro (1,6 Milliarden Dollar).
Belegschaft und Arbeitnehmervertreter waren zunächst gegen den Verkauf. Nachdem die tele.ring-Eigentümer aber Sonderzahlungen für die tele.ring-Mitarbeiter zugesagt und T-Mobile  eine Beschäftigungsgarantie bis Ende Juni 2006 gegeben hatte, nahm die Belegschaft von einem Streik Abstand.
Am 4. August 2005 befürwortete T-Mobile International auch offiziell den Kauf von tele.ring, am 10. August 2005 wurden die Kaufverträge unterschrieben. Nach der Genehmigung durch die EU-Kartellbehörden und die österreichische Regulierungsbehörde fusionierten T-Mobile Austria und tele.ring am 28. April 2006. Der Markenname tele.ring wurde weitergeführt. T-Mobile ließ sich die Übernahme pro tele.ring-Mobilfunkkunden knapp 1.300 Euro kosten.
Im Februar 2007 wurde das tele.ring GSM-Netz teilweise abgeschaltet. Vielerorts war das ehemalige tele.ring-Netz mit der Netzkennung 232-07 mit dem Handy nicht mehr zu empfangen. Stattdessen mussten die Endgeräte nun teilweise manuell in das T-Mobile-Netz eingebucht werden.
Nach Angaben von T-Mobile wurden redundante Sendeanlagen von tele.ring abgebaut, andere nach und nach in das T-Mobile-Netz integriert. Das LTE-Mobilfunknetz von tele.ring wurde seit der Übernahme in das Netz von T-Mobile integriert, das UMTS-Netz wurde Ende August 2006 abgeschaltet. tele.ring-Kunden nutzten nach der Übernahme die Netzinfrastruktur der Magenta Telekom. Dabei standen nach Abschluss der Arbeiten rund 40 %, für T-Mobile-Kunden etwa 16 % mehr Sendestationen zur Verfügung.  

## Marketingstrategie
tele.ring konnte aufgrund aggressiver Preispolitik (mit 1 Cent pro Minute wurden netzinterne Telefonate mit Vertrags-Handys zum ersten Mal günstiger als der Tarif für Festnetz-Ortsgespräche; der mit massiver Fernsehwerbung beworbene Firmen-Slogan Weg mit dem Speck fand sogar in eine Budgetrede von Finanzminister Grasser Einzug und ist inzwischen in den allgemeinen österreichischen Sprachgebrauch eingeflossen) verstärkt Anteile am Mobilfunk-Markt gewinnen und so die Basis für die Überlebensfähigkeit des Unternehmens schaffen – mit einem Anteil der Postpaid-Kunden über 75 % und einem Marktanteil von 11,5 % (Stand April 2005). Während andere Netzbetreiber in ihre Netze und Infrastruktur investierten, verwendete tele.ring seine finanziellen Mittel eher in aggressive Preispolitik und Neukundengewinnung – was anderen Unternehmen aufgrund ihrer Struktur so nicht möglich war.
Der Preiskampf blieb allerdings nicht ohne Kritik: Vor allem seitens der Gewerkschaften wurde gefordert, Kostenführerschaft nicht als oberstes Ziel anzustreben, da dadurch viele Arbeitsplätze verloren gegangen wären oder noch verloren gehen würden. Andererseits wird aber auch argumentiert, dass eine Preisanhebung eher zur Gewinnmaximierung der Telekommunikations-Unternehmen als zu einer verantwortungsvolleren Arbeitsmarktpolitik führen würde. Auch war tele.ring der einzige GSM-Netzbetreiber Österreichs, dessen Belegschaft nach 2002 nicht schrumpfte, sondern wuchs.
2003 erzielte tele.ring erstmals nennenswerten Reingewinn, ein geplanter Börsengang musste aufgrund von US-Steuerregeln jedoch abgesagt werden – die Konzernmutter Western Wireless oder deren Aktionäre hätten den Erlös versteuern müssen. Anfang 2005 zahlte tele.ring alle Fremdschulden vorzeitig zurück. Das Unternehmen hatte nach dem Marktführer Mobilkom Austria die höchste EBITDA-Marge und die höchste Markenbekanntheit.
Durch neue Mitbewerber (etwa Hutchison Drei Austria, YESSS! oder bob) hatte tele.ring Konkurrenz im Niedrig-Tarif-Segment bekommen. Mit einer längeren Reaktionszeit haben etablierte Mobilfunk-Anbieter auch günstigere Angebote für netzinterne Telefonie auf den Markt gebracht.

## Marktanteil
Die untenstehende Tabelle zeigt den Marktanteil tele.rings am österreichischen Mobilfunkendkundenmarkt von Beginn der Tätigkeit als Mobilfunkbetreiber bis zur Übernahme durch T-Mobile Austria.
| Jahr      | Marktanteil in % |
| --------- | ---------------- |
| Ende 2000 | 1,63             |
| Ende 2001 | 3,70             |
| Ende 2002 | 4,40             |
| Ende 2003 | 7,776            |
| Ende 2004 | 11,274           |
| Ende 2005 | 11,992           |